# Bollklubben Olympic

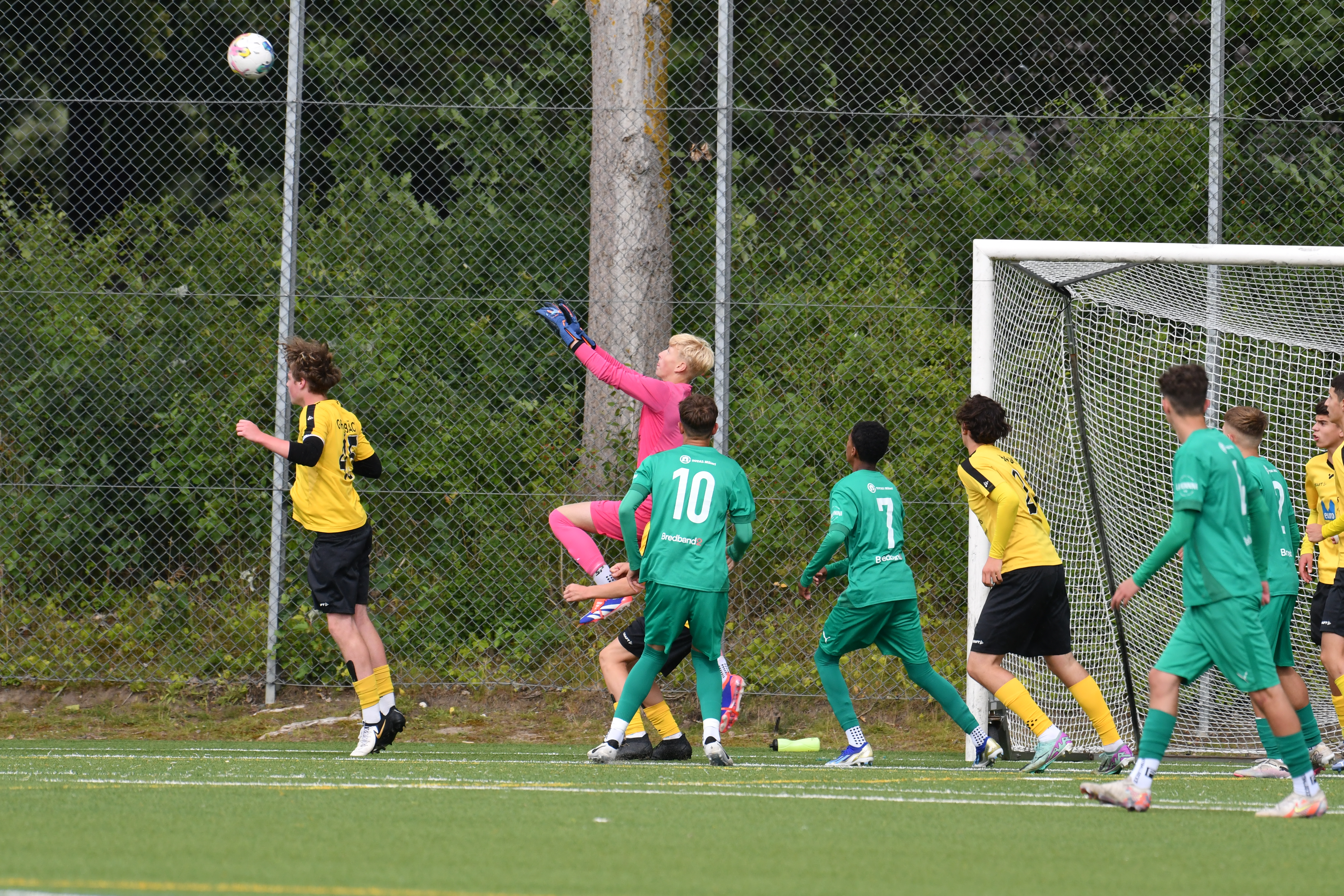
Olympic Invitational 2024 - Fredag

Il Bollklubben Olympic, noto semplicemente come BK Olympic, è una società calcistica svedese con sede a Lindängen, un quartiere di Malmö.

## Storia
Il club è stato fondato nel 1920 con il nome di IF Olympia. L'anno successivo la società decise di presentare domanda per l'adesione provvisoria alla Skånes Fotbollförbund, una organizzazione della Federcalcio svedese. Il club l'anno successivo cambiò nome in BK Olympia e fu deciso che i colori del club dovessero essere verde e bianco.
Il club fu costretto a cambiare nuovamente nome nel 1924 poiché esisteva già un club chiamato Olympia, a Stoccolma. Per ottenere l'ingresso nella Federcalcio svedese e nella Confederazione sportiva svedese, il club divenne noto come Bollklubben Olympic.
Sin dalla sua fondazione, il BK Olympic ha partecipato principalmente alle divisioni medie e inferiori del campionato di calcio svedese. Il livello più alto mai raggiunto dal club è il terzo grado della piramide calcistica nazionale.

## Nomi
- 1920 – IF Olympia
- 1921 – BK Olympia
- 1924 – BK Olympic

## Strutture

### Stadio
Disputa le partite interne al Lindängens IP.